# 沙皇彼得小屋

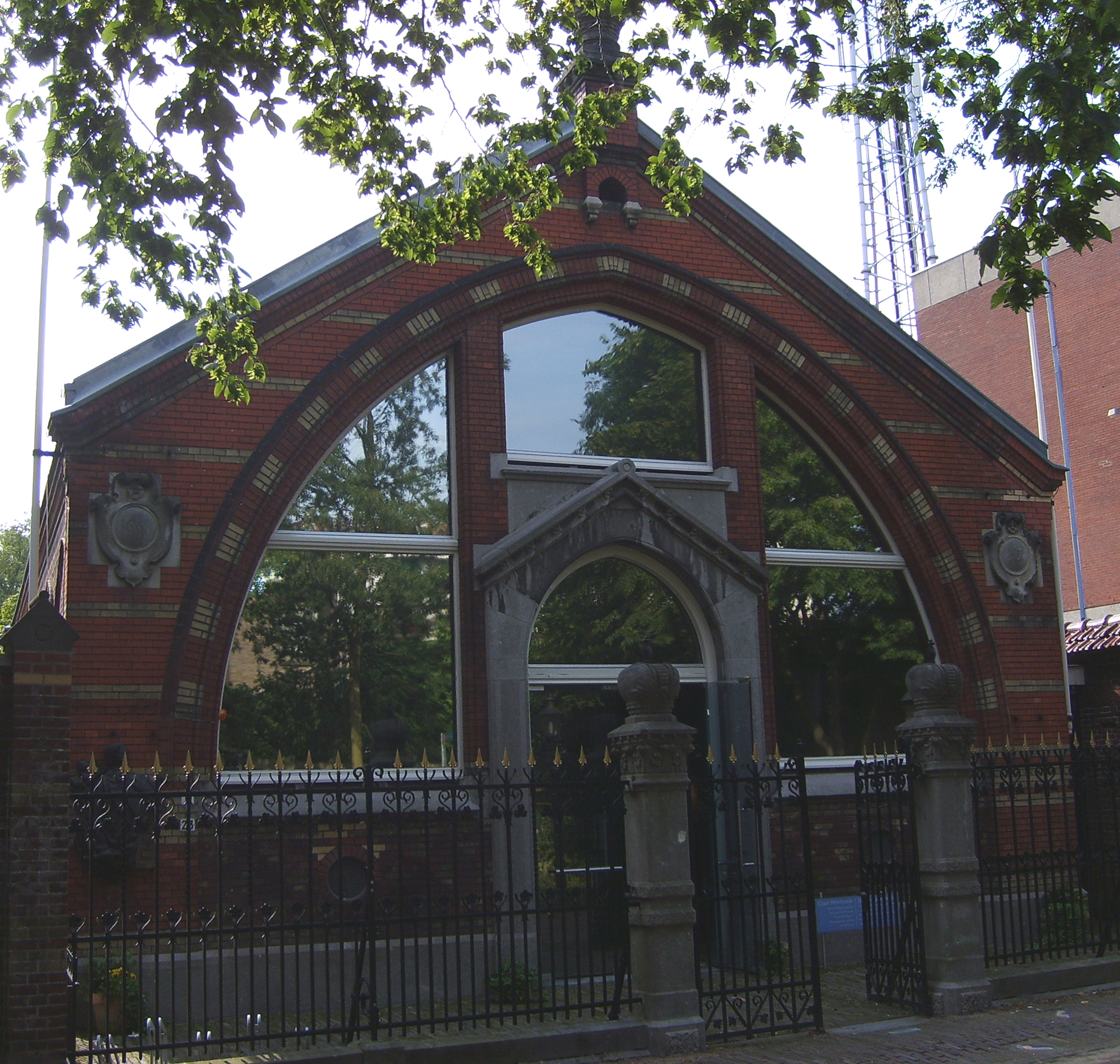
沙皇彼得小屋(由Niels Kim拍攝)

沙皇彼得小屋（荷蘭語：Tsaar Peterhuisje），又譯為沙皇彼得之家，位於荷蘭贊丹。建於1632年，為沙皇彼得一世1697年進行大出使（Grand Embassy）時，在荷蘭的住所。現改建為博物館。

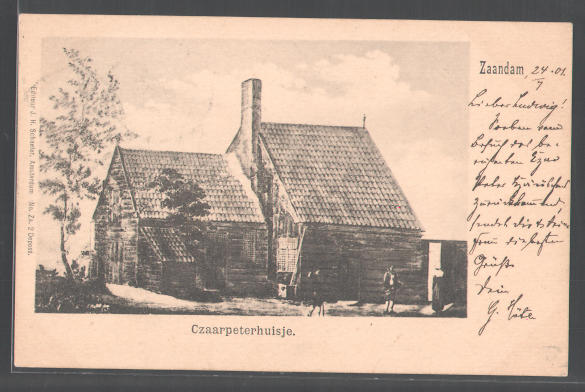
Old postcard image of the house